# Episodi di Undercovers
La prima e unica stagione della serie televisiva Undercovers, composta da 13 episodi, è stata trasmessa negli Stati Uniti dal 22 settembre al 29 dicembre 2010 sulla NBC. A causa dei bassi ascolti la programmazione è stata prematuramente interrotta, con gli ultimi due dei tredici episodi prodotti rimasti inediti negli USA.
In Italia la stagione è andata in onda dal 3 febbraio al 28 aprile 2011 su Joi, e in chiaro dal 3 ottobre 2011 su Italia 1.
| nº | Titolo originale        | Titolo italiano         | Prima TV USA      | Prima TV Italia  |
| -- | ----------------------- | ----------------------- | ----------------- | ---------------- |
| 1  | Pilot                   | Infiltrati              | 22 settembre 2010 | 3 febbraio 2011  |
| 2  | Instructions            | Istruzioni              | 29 settembre 2010 | 10 febbraio 2011 |
| 3  | Devices                 | Dispositivi             | 6 ottobre 2010    | 17 febbraio 2011 |
| 4  | Jailbreak               | L'hard drive            | 13 ottobre 2010   | 24 febbraio 2011 |
| 5  | Not Without My Daughter | Senza mia figlia        | 20 ottobre 2010   | 3 marzo 2011     |
| 6  | Xerxes                  | Serse                   | 27 ottobre 2010   | 10 marzo 2011    |
| 7  | Assassin                | Attentato al presidente | 3 novembre 2010   | 17 marzo 2011    |
| 8  | Crashed                 | La bomba Fae            | 10 novembre 2010  | 24 marzo 2011    |
| 9  | A Night to Forget       | Diamanti sporchi        | 1º dicembre 2010  | 31 marzo 2011    |
| 10 | Funny Money             | Denaro falso            | 22 dicembre 2010  | 7 aprile 2011    |
| 11 | The Key to It All       | La chiave di tutto      | 29 dicembre 2010  | 14 aprile 2011   |
| 12 | Dark Cover              | Ombre sul passato       | inedito           | 21 aprile 2011   |
| 13 | The Reason              | Il mistero di Shilling  | inedito           | 28 aprile 2011   |

## Infiltrati
- Titolo originale: Pilot
- Diretto da: J. J. Abrams
- Scritto da: J.J. Abrams e Josh Reims

## Istruzioni
- Titolo originale: Instructions
- Diretto da: Stephen Williams
- Scritto da: J.J. Abrams e Josh Reims

## Dispositivi
- Titolo originale: Devices
- Diretto da: Tucker Gates
- Scritto da: J.J. Abrams e Josh Reims

## L'Hard Drive
- Titolo originale: Jailbreak
- Diretto da: Anthony Hemingway
- Scritto da: Phil Klemmer

## Senza mia figlia
- Titolo originale: Not Without My Daughter
- Diretto da: Daniel Attias
- Scritto da: Elwood Reid

## Serse
- Titolo originale: Xerxes
- Diretto da: Stephen Williams
- Scritto da: Michael Foley

## Attentato al Presidente
- Titolo originale: Assassin
- Diretto da: Brad Anderson
- Scritto da: Karin Gist